# AF Francesca
AF Francesca è una nave traghetto della compagnia di navigazione Italiana Adria Ferries.

## Caratteristiche
AF Francesca è la prima nave della classe Strade Consolari Romane, una serie di sei traghetti costruiti a cavallo tra gli anni settanta e gli anni ottanta per conto della Tirrenia di Navigazione. Originariamente lunga 136 metri, aveva una stazza di 9.485 tonnellate e poteva trasportare circa 1000 passeggeri e 470 autovetture. Nell'inverno 1986-1987 la nave e le gemelle furono allungate di dodici metri con l'aggiunta di un troncone al centro dello scafo e fu aggiunto un ulteriore ponte. La stazza lorda aumentò a 12.523 tonnellate, mentre il numero di passeggeri e di autovetture trasportabili passarono rispettivamente a 2.000 e 610.
AF Francesca (così come Flaminia ed Emilia) mantenne in via definitiva questa configurazione, non venendo alzata di altri due ponti come Aurelia, Nomentana e Clodia, anche perché questo secondo intervento, pur aumentando notevolmente il numero di posti letto a disposizione, rendeva le navi più lente e soggette al cosiddetto "effetto vela" per via della grande superficie laterale.
La nave, anche se in misura minore rispetto alle altre unità tipo Strade Trasformate, ha eseguito lavori di restyling alberghiero, ma non tutte le cabine dei ponti superiori vengono commutate in cabine di prima classe.
La AF Francesca dispone dei seguenti servizi: reception, bar, cinema, ristorante, self service, 339 cabine di cui 133 di prima classe e 206 di seconda classe, per un totale di 950 posti letto.
Il traghetto è strutturato su nove ponti:
- 1: Sala macchine
- 2 (Copertino): garage, cabine seconda classe
- 3 (Principale): garage
- 4 (Piattaforma): garage
- 5 (Superiore): garage
- 6 (Coperta): garage, reception, cabine prima classe
- 7 (Saloni): bar, ristorante, self service, negozio, cabine prima classe, cabine seconda classe
- 8 (Imbarcazioni): poltrone prima classe, cinema
- 9 (Comando): cabine seconda classe, poltrone seconda classe, snack bar

## Servizio

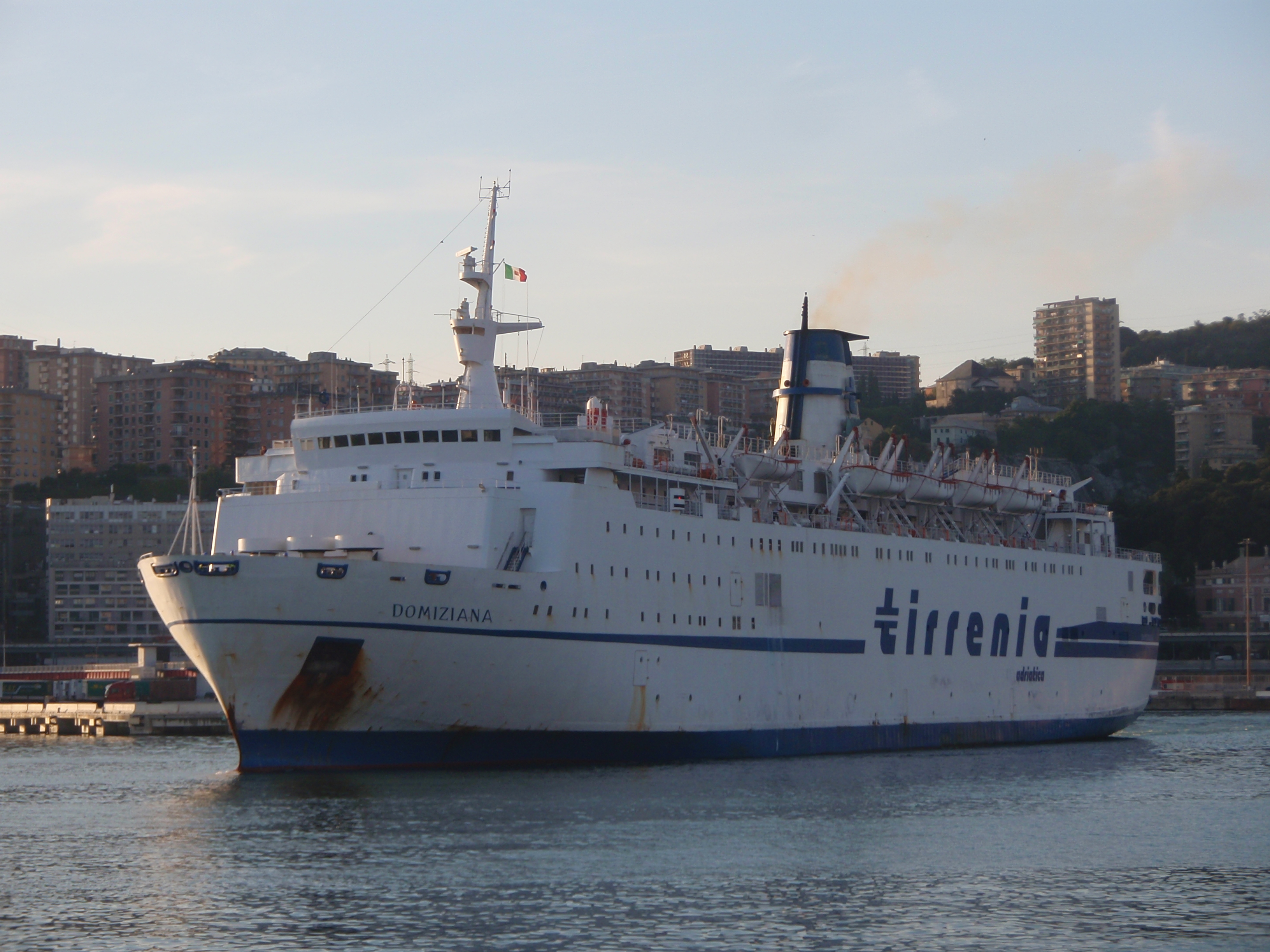
Domiziana in servizio per Tirrenia a Genova nel 2010

### Tirrenia (1978-2011)
Varata come Domiziana il 19 aprile 1978 nel cantiere navale di Castellammare di Stabia, fu completata il 27 giugno 1979 per poi entrare in servizio sulla Genova - Porto Torres. Dopo vent'anni di servizio nel Tirreno prevalentemente su questa rotta, nel 2003, con l'entrata in servizio delle più veloci e moderne unità della Classe Bithia la nave fu noleggiata all'Adriatica di Navigazione, per la quale collegò Bari e Durazzo, linea sulla quale rimase anche quando la compagnia veneziana divenne una divisione di Tirrenia.
Nel 2009 la Domiziana, ancora con i leoni alati simbolo dell'Adriatica sul fumaiolo, tornò nel Tirreno, questa volta sulla Genova - Olbia - Arbatax, che servì stabilmente nel biennio 2009-2010. Messa in vendita l'estate seguente, a partire dal 1º ottobre la nave fu fermata, non essendo stata adeguata alle nuove norme di sicurezza previste dallo "Stockholm Agreement", entrato in vigore a partire da quella data. Il 10 ottobre 2010 la nave fu disarmata a Crotone.

### Adria Ferries (2011-presente)
A fine maggio 2011 la nave con ancora il nome Domiziana fu acquistata dalla Adria Ferries, entrando in servizio tra Bari e Durazzo. Terminata la stagione estiva la nave fu mandata in Turchia per compiere dei lavori di ristrutturazione, cambiando il nome in AF Francesca. Dopo i lavori la nave entrò in servizio regolarmente sulle tratte Ancona - Durazzo e Bari - Durazzo.
Il 6 gennaio 2012 a causa del forte vento la nave urtò violentemente la banchina nel porto di Ancona, riportando uno squarcio di tre metri sullo scafo.
Nel marzo 2015 beneficiò dell'aggiunta di controcarene laterali per migliorare la stabilità e la tenuta del mare in condizioni avverse, come stabilito dalle nuove normative, un intervento che peraltro aveva già riguardato le unità gemelle del tipo Strade Trasformate all'inizio degli anni '90.
Nella notte del 13 maggio 2015 alle ore 2 circa, mentre si trovava a 7 miglia dal porto di Bari, in navigazione verso Durazzo, si sviluppò un incendio nella sala macchine per cause ancora da definire. Estinto rapidamente dal personale di bordo, non ha causato danni gravi e non è stata necessaria l'evacuazione dei 256 passeggeri a bordo, tuttavia il traghetto è rientrato nel porto pugliese trainato da due rimorchiatori. Effettuate le riparazioni necessarie nel porto di Fiume, il traghetto è tornato al normale servizio dopo qualche settimana.
Nel giugno 2019 è stata sottoposta a lavori di manutenzione presso il porto di Durazzo. Dopo aver effettuato tutta la stagione estiva sulla Bari-Durazzo, salvo eccezioni, dal 19 novembre, viene messa in disarmo presso il cantiere Nauta Lamjana di Ugliano, Croazia. Riprende il servizio sulla linea Bari-Durazzo, la sera del 31 dicembre.
Dal 13 agosto 2020 al 2 settembre 2020 ha sostituito la nave Aurelia sulla linea per la Croazia, a causa dell'impiego di quest'ultima come nave-quarantena dal Ministero dell'interno nell'ambito dell'emergenza sbarchi.
Torna regolarmente in servizio sulla Bari-Durazzo nei giorni seguenti.
Dopo l'incidente del 23 dicembre 2024 nel porto di Durazzo,la nave è costretta ad andare in cantiere a Trieste per alcune riparazioni alle eliche,danneggiate dalla collisione.
Dal 27 gennaio 2025 torna regolarmente in servizio.

## Navi gemelle
- Flaminia (Demolita)
- Amanah (Demolita)
- MSC Aurelia (In Servizio)
- Clodia (Demolita)
- Nomentana (Demolita)

Aurelia, Clodia e Nomentana, benché originariamente gemelle della Domiziana, furono sottoposte nel 1992 a una radicale trasformazione ai cantieri INMA di La Spezia, che le ha rese molto diverse nell'aspetto dalle altre tre navi della classe.

## Origine del nome
Come le gemelle, la Domiziana prendeva il nome da una strada consolare romana, in questo caso la Via Domiziana.

## Incidenti
Il 23 Dicembre 2024 la nave è entrata in collisione durante la manovra di arrivo nel porto di Durazzo con i traghetti Rigel III e Rigel II di Ventouris Ferries(entrambi ormeggiati al momento dell'impatto) a causa del maltempo.